# دارن کولیر
دارن کولیر (انگلیسی: Darren Collier؛ زادهٔ ۱ دسامبر ۱۹۶۷) بازیکن فوتبال اهل بریتانیا است.
از باشگاه‌هایی که در آن بازی کرده‌است می‌توان به باشگاه فوتبال میدلزبرو، باشگاه فوتبال بلکبرن روورز، و باشگاه فوتبال دارلینگتون اشاره کرد.